# Leesville (Luisiana)
Leesville es una ciudad situada en la parroquia de Vernon, Luisiana, Estados Unidos. Tiene una población estimada, a mediados de 2022, de 5501 habitantes.
Es la sede de la parroquia.

## Geografía
La localidad está ubicada en las coordenadas 31°8′28″N 93°17′3″O / 31.14111, -93.28417 (31.14112, -93.28423). Según la Oficina del Censo de los Estados Unidos, tiene una superficie total de 23.42 km², de la cual 23.08 km² corresponden a tierra firme y 0.34 km² están cubiertos de agua.

## Demografía

### Censo de 2020
Según el censo de 2020, en ese momento había 5649 personas residiendo en la ciudad. La densidad de población era de 244.76 hab./km².
| Raza                   | Núm. | Porc.  |
| ---------------------- | ---- | ------ |
| Blancos                | 2751 | 48.70% |
| Afroamericanos         | 1915 | 33.90% |
| Amerindios             | 63   | 1.12%  |
| Asiáticos              | 139  | 2.46%  |
| Isleños del Pacífico   | 25   | 0.44%  |
| De otras razas         | 209  | 3.70%  |
| De una mezcla de razas | 547  | 9.68%  |
| Total                  | 5649 | 100%   |

Del total de la población, el 8.21% son hispanos o latinos de cualquier raza.

### Censo de 2010
Según el censo de 2010, en ese momento había 6612 personas residiendo en la localidad. La densidad de población era de 454.5 hab./km². El 54.08% de los habitantes eran blancos, el 35.16% eran afroamericanos, el 1.04% eran amerindios, el 2.45% eran asiáticos, el 0.54% eran isleños del Pacífico, el 2.57% eran de otras razas y el 4.14% eran de una mezcla de razas. Del total de la población, el 7.15% eran hispanos o latinos de cualquier raza.